# خرچنگ لویی
سالاد خرچنگ لویی، همچنین به عنوان سالاد خرچنگ لوئیس یا پادشاه سالادها شناخته می‌شود، نوعی سالاد حاوی گوشت خرچنگ است. این دستور پخت به اوایل دهه 1900 برمی گردد و از ساحل غربی ایالات متحده سرچشمه می‌گیرد.

## تاریخچه
منشأ دقیق این غذا نامشخص است، اما مشخص است که خرچنگ لویی در اوایل سال ۱۹۱۴ در سانفرانسیسکو، در Solari's سرو می. دستور پخت خرچنگ لویی از این تاریخ در نشریه ای با عنوان Bohemian San Francisco توسط کلارنس ای. ادوردز و برای سالاد مشابه "Crabmeat a la Louise" در نسخه ۱۹۱۰ کتاب آشپزی ویکتور هیرتزلر سر آشپز شهر هتل سنت فرانسیس وجود دارد. یکی دیگر از دستور العمل‌های اولیه در کتاب آشپز محله یافت می‌شود که توسط شورای زنان یهودی پورتلند در سال ۱۹۱۲ گردآوری شده‌است. منوی رستوران سگ پودل قدیمی Bergez-Frank در سانفرانسیسکو شامل "Crab Leg à la Louis (ویژه)" در سال ۱۹۰۸ بود که به خاطر سرآشپز لوئیس کوتارد که در می ۱۹۰۸ درگذشت، نامگذاری شد
بر اساس برخی از حساب‌ها، آن توسط کارآفرین لوئیس داونپورت، مؤسس هتل داونپورت در اسپوکین، واشینگتن ایجاد شده‌است. داونپورت سال‌های اولیه‌اش را در سانفرانسیسکو گذراند و سپس به Spokane Falls رفت. او از خرچنگ وارداتی از سیاتل برای عرضه در هتلش استفاده می‌کرد. دستور پخت او مربوط به سال ۱۹۱۴ است و در فهرست‌های تاریخی هتل‌ها یافت می‌شود. محبوبیت Crab Louie از دوران اوجش در اوایل تا اواسط دهه ۱۹۰۰ کاهش یافته‌است، اما هنوز هم می‌توان آن را در منوی برخی از هتل‌ها و رستوران‌های ساحل غربی، از جمله هتل پالاس در سانفرانسیسکو و هتل داونپورت.

## مواد اولیه
ماده اصلی خرچنگ لویی همان‌طور که از نامش پیداست گوشت خرچنگ است. خرچنگ ترجیحی خرچنگ دانجنس است، اما گوشت خرچنگ دیگر را می‌توان جایگزین کرد، از جمله گوشت خرچنگ تقلیدی ارزانتر. اگرچه انواع مختلفی از دستور غذا وجود دارد، یک ماده ضروری یک سس خامه ای مانند سس لویی، سس هزار جزیره یا سس الهه سبز است. این سس یا در کناره سرو می‌شود یا با مواد دیگر مخلوط می‌شود، بسته به اینکه از کدام دستور پخت استفاده شود.
یک سالاد معمولی خرچنگ لویی شامل موارد زیر است:
- گوشت خرچنگ
- تخم مرغ آب‌پز سفت
- گوجه فرنگی
- مارچوبه
- تختی از کاهوی آیسبرگ
- سس لویی، بر اساس سس مایونز و فلفل قرمز

مواد دیگری مانند زیتون و پیاز سبز نیز در برخی از دستور العمل‌ها ذکر شده‌است. گونه ای به نام شاه‌میگو لویی به همین روش تهیه می‌شود، اما به جای گوشت خرچنگ، شاه‌میگو را جایگزین می‌کند.